# 平戶藩
平戶藩（日语：／ Hirado han */?）是日本古時領有肥前国和壹岐国的藩。藩廳位於平戶城（今日本的長崎縣平戶市），此外平戶藩以水軍著稱，也是倭寇的發源地兼大本營。

## 略史
松浦黨盤據相當於現在日本長崎縣北部的地方，是平安時代到戰國時代以水軍著名的武士集團，在經歷與中國元朝的文永之役及弘安之役之後開始報復性的侵擾朝鮮沿海，由於根據地在對馬、壹岐、平戶三島，所以被朝鮮稱為三島倭寇。
到了南北朝時代，由於松浦家所支持的南朝長期居於下風，經濟被勢力較強的北朝所壓制，本來對朝鮮政治上的報復劫掠，轉變成對朝鮮、中国東南沿海的純粹海盜行為。
南朝被北朝統一以後，進入了室町幕府時代，由於三代幕府將軍足利義滿向明朝示好以發展勘合貿易，就開始嚴格取締海盜行為，松浦黨因此專注於貿易的發展。
後來日本國內政治紛亂再起，室町幕府的威信日趨低落，對各大名的控制力大不如前，加上在明朝發生了寧波之亂，松浦黨再度鋌而走險，重操舊業，但與之前不同的是，松浦黨和明朝沿海因各不同原因（有政治、也有經濟原因）不滿政府的人民合流，開放平戶城為一自由港，讓各國船隊進出，贊助日明間的走私貿易（明朝已實施全面海禁，任何貿易皆屬非法），對沿海的劫掠行為等等。
到了戰國時代，當時松浦黨當主的松浦隆信征服了肥前國及壹岐國成為了一位大名，特別的是本人有直接參與倭寇行為。其子鎮信（法印）在天正十五年（1587年）豊臣秀吉九州征伐戰後依舊領有北松浦郡與壹岐國。接著慶長五年（1600年）的関原之戰時表示中立的態度，因此戰後換取了6萬3千石領地的安泰，確定了平戸藩的地位，在他任內國際貿易是藩經濟的重要來源。
4代鎮信（天祥）分了今福領1,500石的領地給其弟信貞。在他治理的期間，寬永十八年（1641年）荷蘭商館被強制（幕府之意）從平戶城搬到長崎，導致藩的財政發生很大的困難。為了強化藩的内政進行了全面的地籍丈量，以及振興農、漁、商業，穩固了藩財政的基礎。貞享四年（1687年）還改革了家臣的俸給制度，從知行制改成俸禄制。
5代棟再分了1萬石領地給其弟昌成立平戶新田藩。
最後的藩主：12代詮的時代已是幕末了。第二次長州征伐之後，藩欸的輿論向倒幕傾斜，慶應四年（1868年）戊辰戰爭後更確定了參與官軍方的方向。同時進行軍制改革，編成了西式部隊，轉戰奥州。
明治四年（1871年）廢藩置縣後，平戶藩轉變成了平戶縣，後來又合併於長崎縣。
明治十七年（1884年）松浦家當主詮受封為伯爵正二位勳二等，列席於華族（貴族）。

## 歷代藩主
松浦（まつうら）家
外様　63,200石→61,700石→51,700石→61,700石
〈　〉內的是號。
1. 鎮信（しげのぶ）〈法印〉〔從四位下、肥前守〕
2. 久信（ひさのぶ）〈泰岳〉〔從五位下、肥前守〕
3. 隆信（たかのぶ）〈宗陽〉〔從五位下、肥前守〕
4. 鎮信（しげのぶ）〈天祥〉〔從五位下、肥前守〕分知により61,700石
5. 棟（たかし）〈雄香〉〔從五位下、壹岐守　奏者番・寺社奉行〕分知により51,700石
6. 篤信（あつのぶ）〈松英〉〔從五位下、肥前守〕
7. 有信（ありのぶ）〈等觉〉〔從五位下、壹岐守〕
8. 誠信（さねのぶ）〈安靖〉〔從五位下、肥前守〕
9. 清（きよし）〈静山〉〔從五位下、壹岐守〕
10. 熈（ひろむ）〈觀中〉〔從五位下、肥前守〕
11. 曜（てらす）〈諦乗〉〔從五位下、壹岐守〕
12. 詮（あきら）〈心月〉〔從五位下、肥前守〕合併支藩成為61,700石

## 支藩
平户新田藩

### 歴代藩主
松浦（まつら）家
外様　10,000石
1. 昌（まさし）〔從五位下、豐後守〕
2. 邑（さとし）〔從五位下、豐後守〕
3. 鄰（ちかし）〔從五位下、豐後守〕
4. 到（いたる）〔從五位下、大和守〕
5. 宝（たかし）〔從五位下、大和守〕
6. 矩（ただし）〔從五位下、大和守〕
7. 良（ちかし）〔從五位下、織部正〕
8. 晧（ひかる）〔從五位下、豐後守〕
9. 脩（ながし）〔從五位下、左近将監〕